# Отбранителен щит
Операция Отбранителен щит (на иврит: מבצע חומת מגן; на английски: Defensive Shield) е голяма военна операция, извършена от Израелските отбранителни сили през април 2002. Това е най-голямата военна операция на Западния бряг от времето на Шестдневната война през 1967 г.